# ちあきなおみ大全集〜黄昏のビギン〜
『ちあきなおみ大全集 〜黄昏のビギン〜』（ちあきなおみだいぜんしゅう たそがれのビギン）は、ちあきなおみのベスト・アルバム。
2000年8月23日発売。

## 解説
- 日本コロムビアに在籍していた当時の曲はテイチクで録音された音源になっている。

## 収録曲
Disc.1
1. 黄昏のビギン
2. かもめの街
3. 星影の小径
4. 秘恋
5. 夜霧よ今夜も有難う
6. 雨に濡れた慕情
7. 紅い花
8. 東京の花売娘
9. 喝采
10. イマージュ
11. ダンスパーティーの夜
12. ルイ
13. 泣かせるぜ
14. 役者
15. 雪
16. 粋な別れ
17. 伝わりますか

Disc.2
1. 紅とんぼ
2. さだめ川
3. 歳月河
4. 君知らず
5. 情け歌
6. 昭和えれじい
7. ひとりしずか
8. 都の雨
9. 男の友情
10. 逢いたかったぜ
11. 帰れないんだよ
12. 雨降る街角
13. ネオン川
14. 星の流れに
15. しのび雪
16. 矢切の渡し